# Aibar
Aibar (cooficialmente en euskera: Oibar) es una villa y un municipio español de la Comunidad Foral de Navarra, situado en la merindad de Sangüesa, en la comarca de Sangüesa y a 44,2 km de la capital de la comunidad, Pamplona. Su población en 2017 era 762 habitantes (INE).

## Toponimia
La primera referencia a la población aparece en el año 882 y refiere: "fractus est castro Aybaria a Mohamed Ben Lup". Otras referencias medievales del topónimo aparecen bajo formas similares: Agibare, Albar, Aibare, Aibari, Aivar, Aivare, Aiubare, Aiuuar, Aiuruuare, Aivar, Aybare, Aybar, Ayuar o Ayvar. El significado etimológico del topónimo parece compuesto por la palabra en lengua vasca ibar, que significa valle o vaguada; pero el término que precede a esta palabra resulta desconocido.
El nombre en lengua vasca del valle es Oibar. En documentos de 1074 y 1076 se recoge ya la similar forma de "Oiuarr". La existencia en la zona de numerosos topónimos en euskera demuestra que se habló este idioma en Aibar durante muchos siglos. En un documento de 1763 se menciona Oibarbidea (que significa el camino de Oibar), considerándose la primera mención exacta de este topónimo. El nombre se perdió en el propio municipio al dejar de hablar sus habitantes en euskera, pero se ha conservado hasta la actualidad en el Valle de Salazar. En 2001 el ayuntamiento, a pesar de que estaba legalmente en la zona no vascófona de Navarra, adoptó la denominación oficial bilingüe de Aibar/Oibar. 
Inicialmente adscrita a la zona no vascófona por la Ley Foral 18/1986, en junio de 2017 el Parlamento navarro aprobó el paso de Aibar a la Zona mixta de Navarra mediante la Ley foral 9/2017.
Los gentilicios más usados en la población son aibareses/a y oibartarrak.

## Geografía
Cáseda, Leache, Lumbier, Sangüesa, Sada, Rocaforte.
Aibar está situado en la parte este-centro de la Comunidad Foral de Navarra. Su término municipal tiene una superficie de 47,79 km² y limita al norte con Ibargoiti, Urraul Bajo y Lumbier, al este con Sangüesa, al sur con Cáseda y al oeste con Sada y Leache.
La villa de Aibar se encuentra al norte de la Val a la que da nombre (Val de Aibar), sobre una ladera entre Sada y Sangüesa a 531 m s. n. m. En la parte norte de su término municipal se encuentra la sierra de Izco donde la cota máxima de altitud del término alcanza los 960 m s. n. m. También se encuentra el pico Olaz con 884 m s. n. m., y desatacaríamos otros montes como Biescas, La Vizcaya, Menditxuri, San Millán y Pinillas con cotas que oscilan entre los 700 y 1000 m s. n. m.
Dentro de su núcleo urbano, se distinguen los siguientes barrios:
Santa María, Toki eder, La Milagrosa, Amalur, El Cerco, Jaminduriz, Blanca Navarra, Camino del Monte, San Juan, La Ontina, barrio Opaco, calle San Pedro, calle Mayor, calle del Aguardintero, calle Centro Iriarte, barrio San Francisco Javier, Aritza, calle Santiago Pla y Carretil.

## Demografía
Aibar cuenta con una población de 762 habitantes (INE 2024).
| Gráfica de evolución demográfica de Aibar/Oibar entre 1842 y 2021 |
| |
| Población de derecho según los censos de población del INE Población de hecho según los censos de población del INEEn estos censos se denominaba Aibar: 1842, 1857, 1860, 1877, 1887, 1897, 1900, 1910, 1920, 1930, 1940, 1950, 1960, 1970, 1981 y 1991 |

## Símbolos

### Escudo
El escudo de armas de la villa de Aibar tiene el siguiente blasón:

Trae de gules y un castillo de tres torres de oro, la central más alta que las laterales y almenadas de tres almenas. Debajo del castillo dos llaves del mismo metal cruzadas en sotuer
Otazu Ripa, Jesús Lorenzo

Quizás provenga este blasón del sello céreo que usaba la villa desde el siglo XIII y que representaba, bajo una arcada flanqueada de dos torres y sumada de una tercera más alta, la imagen del patrón San Pedro empuñando una llave. En siglos posteriores y siguiendo las leyes heráldicas, la arcada con las torres se simbolizó en el castillo y la figura del santo en las llaves.

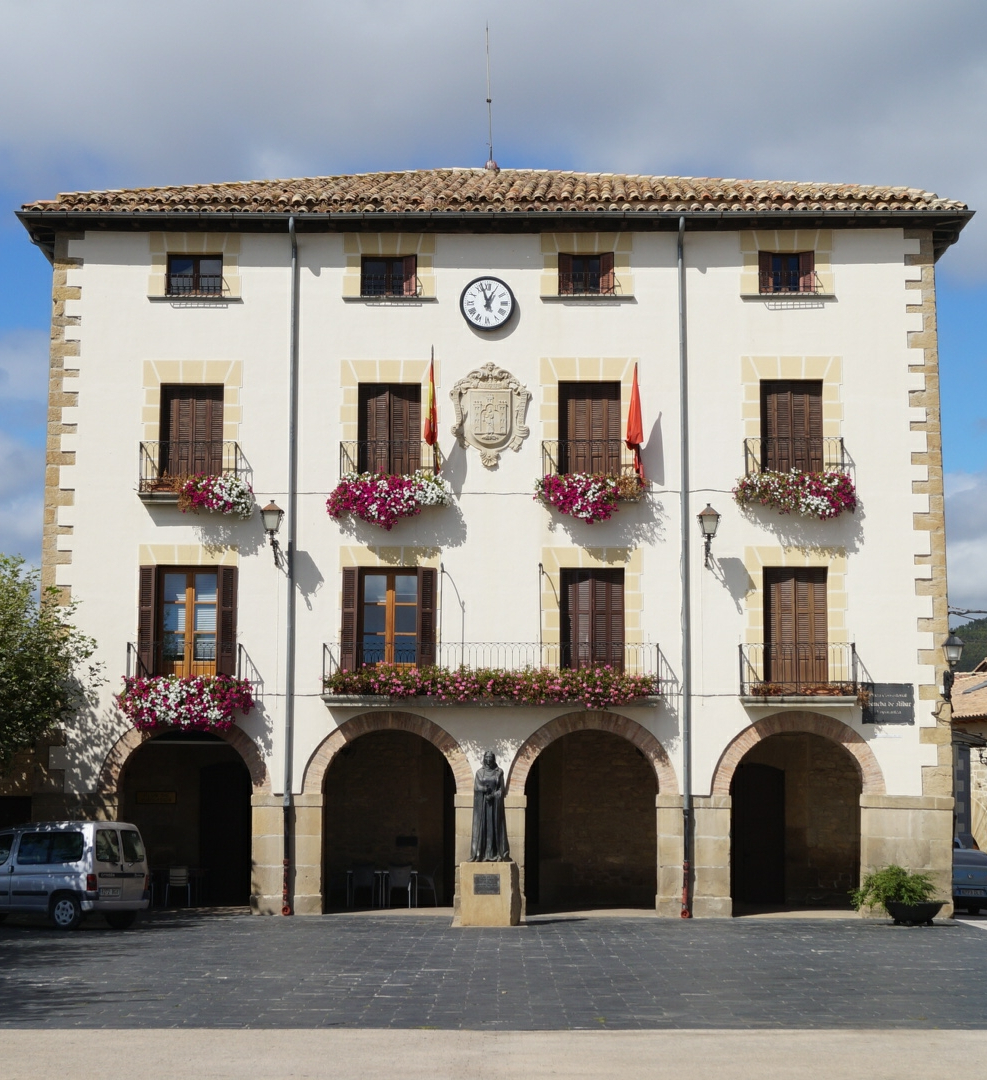
Ayuntamiento de Aibar

## Administración y política
La administración política se realiza a través de un ayuntamiento de gestión democrática, cuyos componentes se eligen cada cuatro años por sufragio universal desde las primeras elecciones municipales tras la reinstauración de la democracia en España en 1979. El censo electoral está compuesto por los residentes mayores de 18 años empadronados en el municipio, ya sean de nacionalidad española o de cualquier país miembro de la Unión Europea. Según lo dispuesto en la Ley Orgánica del Régimen Electoral General, que establece el número de concejales elegibles en función de la población del municipio, la corporación municipal está formada por 7 concejales. La sede del Ayuntamiento de Aibar está en la plaza Consistorial, 1.
En las elecciones municipales de 2007, la Agrupación Electoral de Izquierda Independiente de Aibar (AGEIZIA) obtuvo los 7 concejales, siendo elegido como alcalde Manuel Martínez Aldunate.
| Concejales                                                         | Votos | %   |       |
| Agrupación Electoral Independiente de Izquierda de Aibar (AGEIZIA) | 7     | 296 | 64,21 |

Desde 2011, hasta su fallecimiento en 2017, el alcalde de la localidad fue Pedro José Lanas Arbeloa (7/10/1958 - 27/6/2017), un conocido periodista deportivo en Navarra que trabajó en Diario de Noticias, entre otros medios de comunicación.

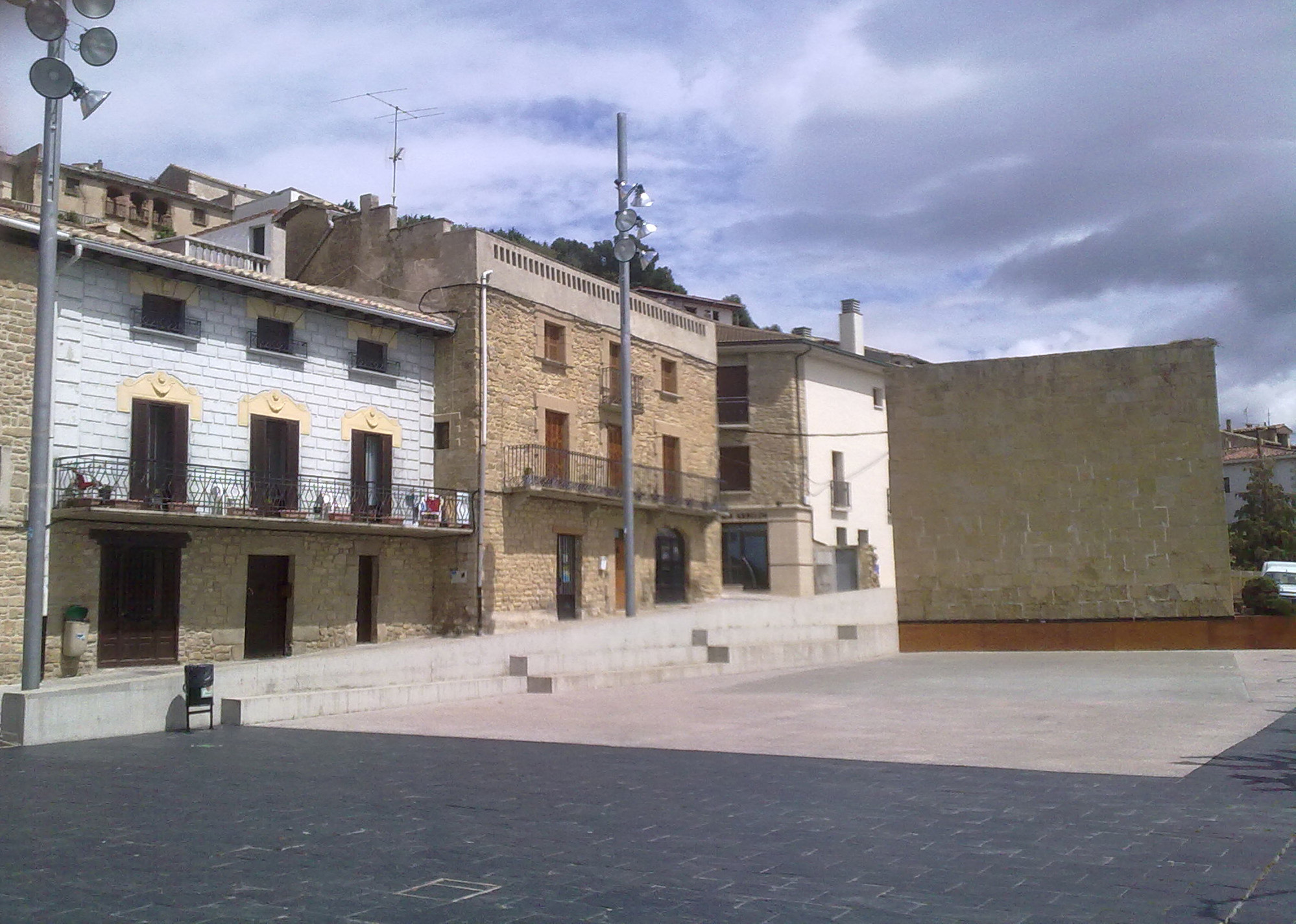
Panorámica de la plaza de Aibar

## Cultura

### Patrimonio

#### Monumentos religiosos
- Basílica de Santa María: Es un edificio de estilo románico, de la segunda mitad del siglo XII y está formado por una sola nave de cuatro tramos y cabecera semicircular. Por soporte tiene unas pilastras con medias columnas adosadas que se apoyan en unos pedestales prismáticos con plintos lisos y basa compuesta por toro y escocia con bolas en los ángulos. Las esculturas de los capiteles son motivos simples sin figuración humana. La bóveda es de medio cañón apuntado y está jalonada por cuatro arcos fajones apuntados y doblados que descansan en las pilastras. Del su interior destaca el retablo mayor de estilo barroco que preside el templo el cual data de 1710.[16]
- Basílica de San Joaquín: Es un edificio del siglo XVIII formado por una sola nave de cuatro tramos y cabecera recta. Está cubierto por una bóveda de lunetos jalonada por arcos fajones muy planos que descansan sobre unas ménsulas muy sencillas, a cuya altura corre una imposta lisa. Su exterior es de sillarejo y la puerta del templo tiene un arco de medio punto con dovelas de sillar. También tiene una espadaña con campana a los pies sobre la fachada. De su interior destaca el retablo de San Joaquín de estilo barroco de la primera mitad del siglo XVII.[17]
- Iglesia de San Pedro: Es un edificio de estilo románico del siglo XII, formado por tres naves de tres tramos, la central más ancha que las laterales. Además éstas presentan cierta irregularidad en su trazado y son más estrechas en el tramo próximo a la cabecera que en los pies. En el siglo XVI le fue añadido un amplio crucero más la capilla mayor y la sacristía[18]

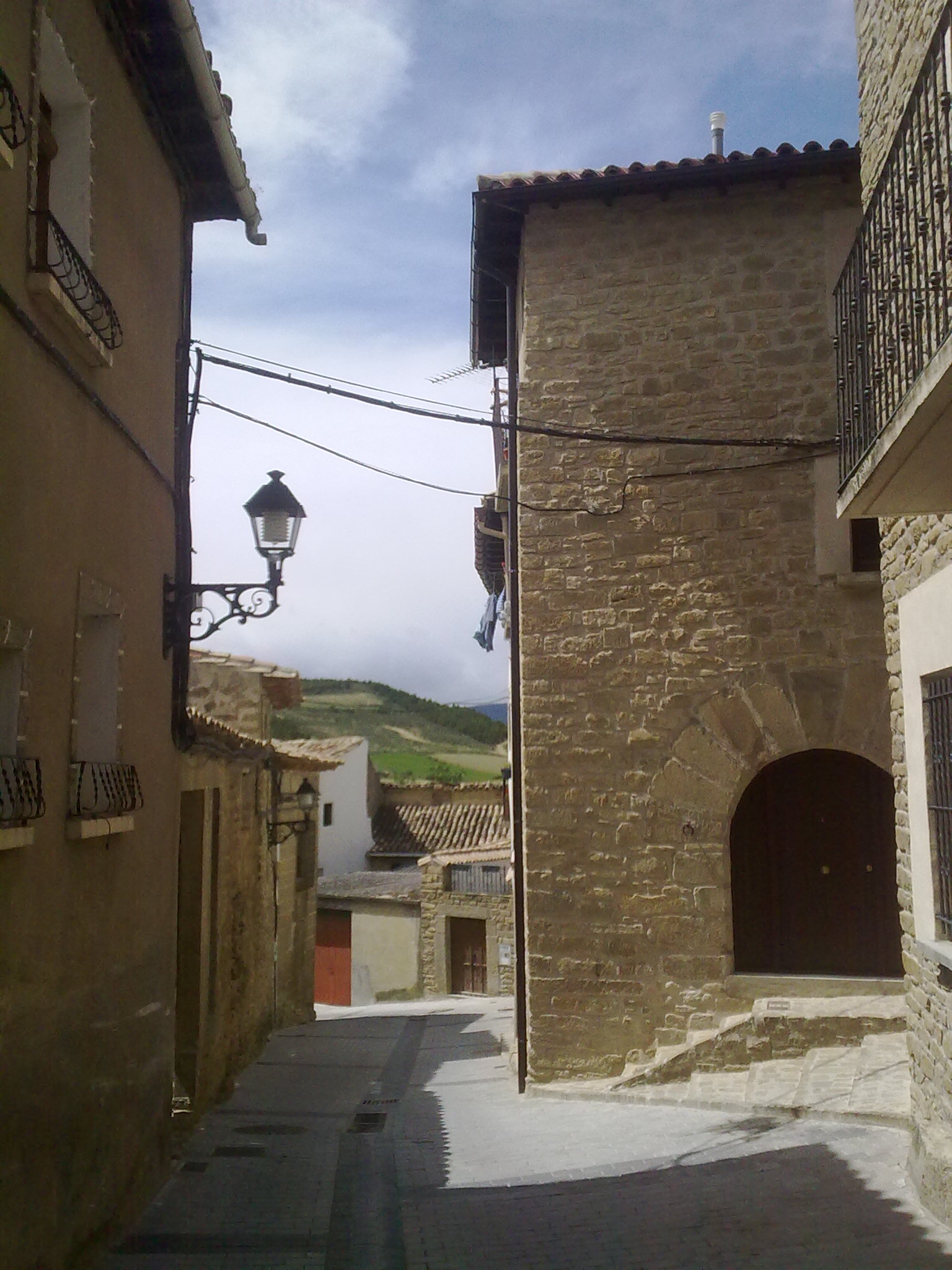
Calle Santa María

#### Casa-museo de los Oficios y la Memoria de Aibar
En la casa-museo se expone la restaurada maquinaria del Trujal cooperativo de aceite de Aibar, un antiguo horno de pan y se pueden ver diferentes objetos, piezas y maquinarias que nos recuerdan esos antiguos oficios, esas prácticas, saberes y formas de vida de antaño ligadas al campo y a los frutos de la tierra.
Maquetas, paneles, fotografías y audiovisuales completan la exposición permanente de la Casa de los Oficios y la Memoria de Aibar.

### Aula de Energías Renovables
El Aula de Energías Renovables de Aibar-Oibar es un espacio para el acercamiento didáctico a las energías renovables. Situado en pleno casco medieval de Aibar/Oibar, junto a la iglesia románica de San Pedro y el albergue turístico municipal. 
Ocupa el edificio que antiguamente fue Ayuntamiento, que fue restaurado en 2006 para acoger las instalaciones del Aula de Energías Renovables siguiendo los criterios de bioclimatismo.
Se organizan visitas al centro y su exposición "Renueva tu energía" así como a centros de producción de energía renovable de la zona. 

### Fiestas
Del 15 al 20 de agosto. Las fiestas patronales son compartidas en honor de san Roque, patrón de la localidad.

### Deporte
El Club Deportivo Aibarés es el equipo de fútbol de la localidad.